# Иконен, Анса

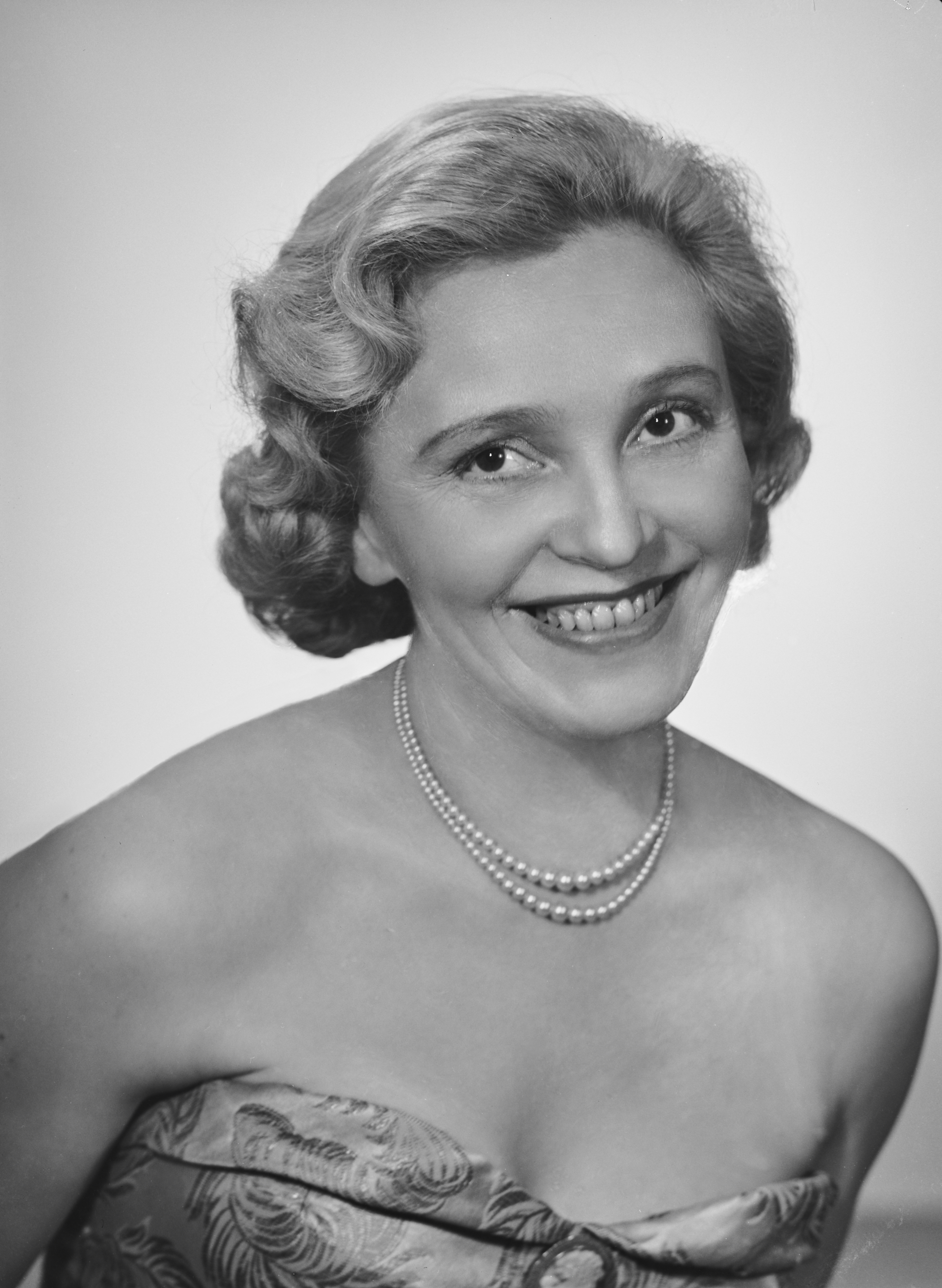
Анса Иконен в 1957 году

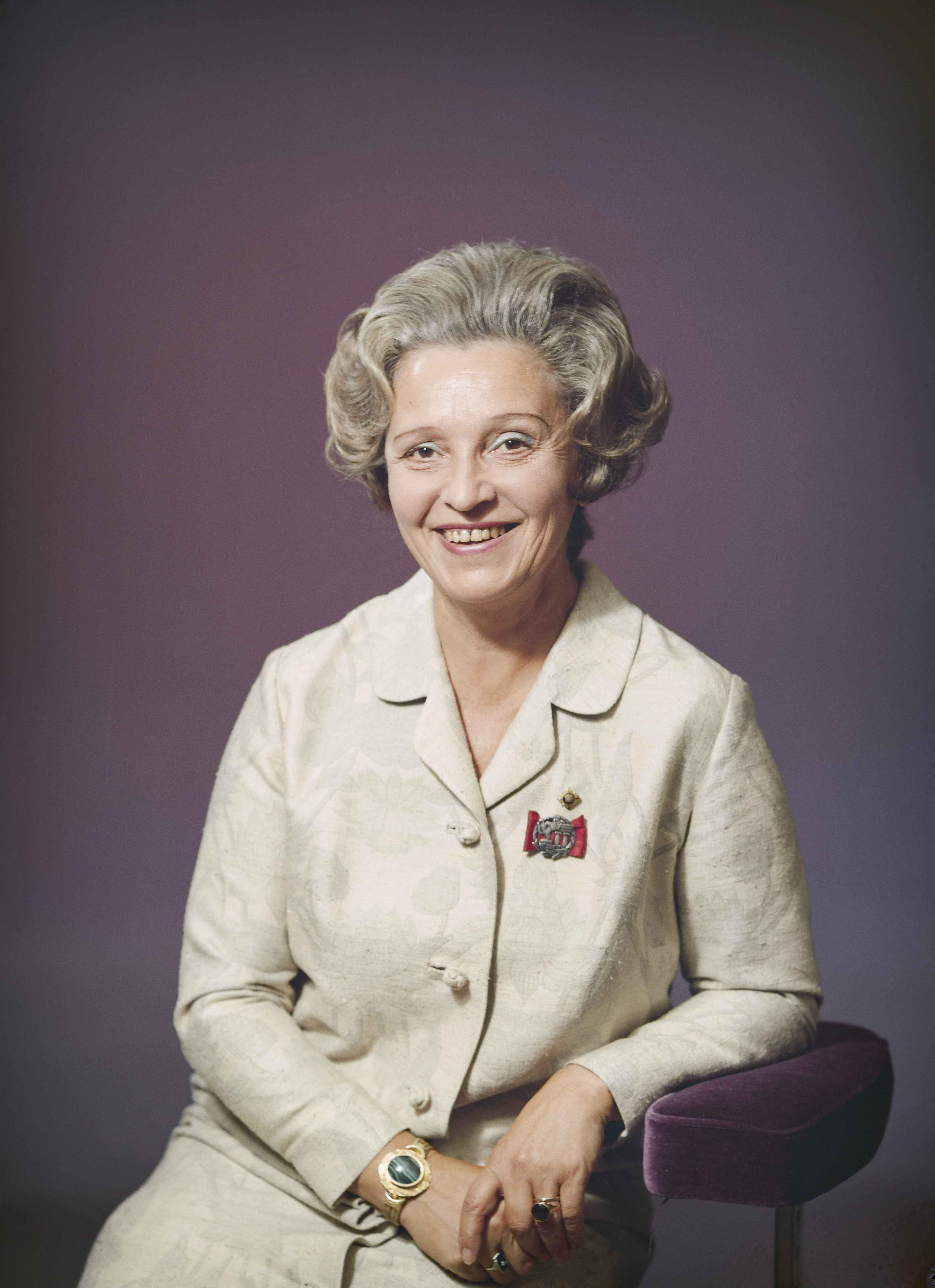
Анса Иконен в 1971 году

Анса Иконен (фин. Aili Ansa Inkeri Ikonen, 19 декабря 1913, Санкт-Петербург — 23 мая 1989, Хельсинки) — финская актриса
 театра и кино.
В основном снималась в комедиях, драмах и мюзиклах. Часто снималась с актёром Тауно Пало. Была одной из самых популярных актрис своего времени (1935—1961). Первая актриса, ставшая лауреатом финской национальной кинопремии «Юсси» в номинации «За лучшую женскую роль» (1944). Обладательница награды Pro Finlandia (1964).
Одна из последних её ролей в кино — мать героя Дональда Плезенса в американском боевике «Телефон».

## Биография

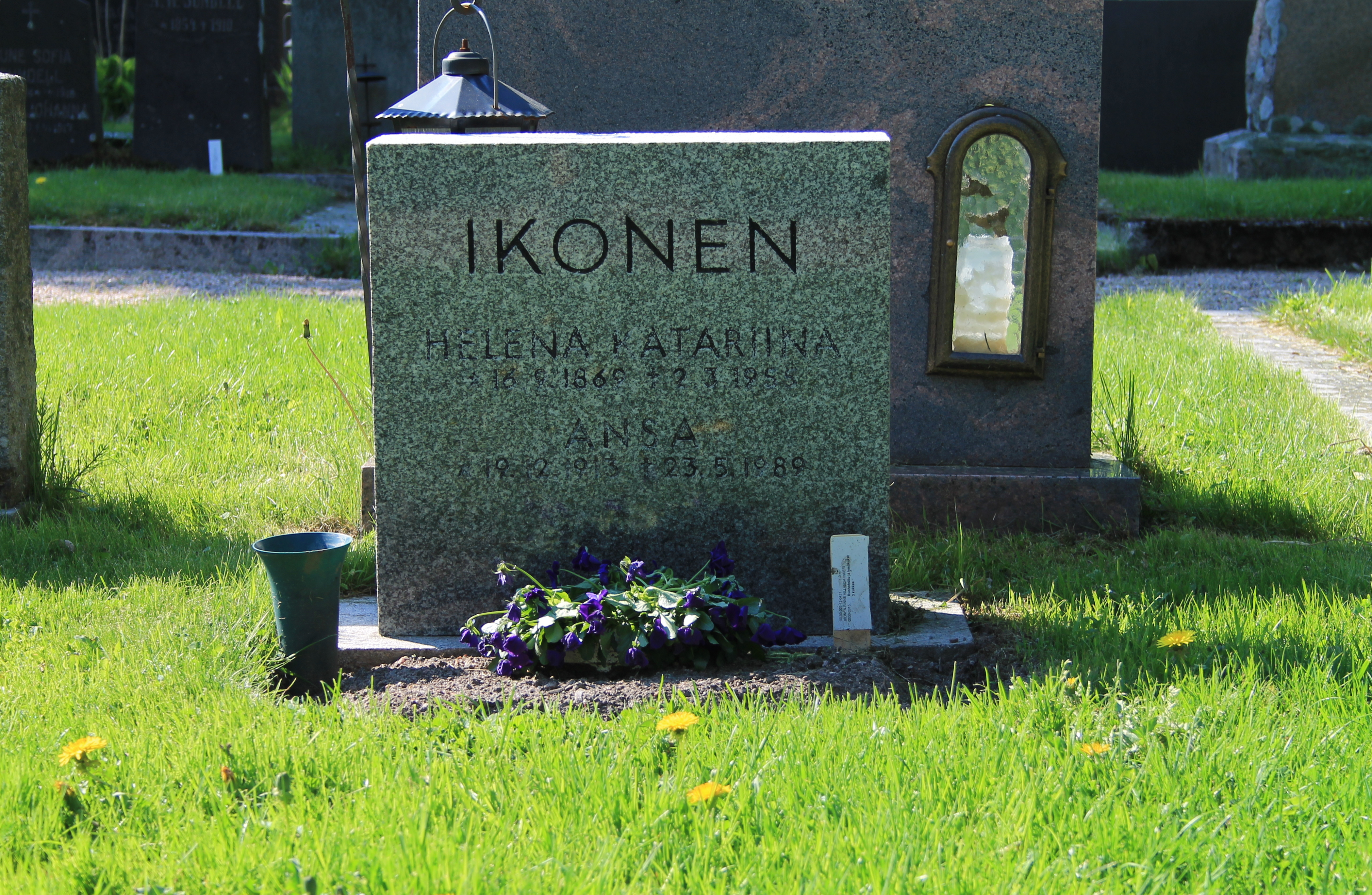
Могила Ансы Иконен на кладбище Малми

Анса Иконен родилась 19 декабря 1913 года в Санкт-Петербурге в финской семье. Была единственным ребёнком в семье, две её младшие сестры умерли от пневмонии. После окончания Гражданской войны вместе с семьёй переехала в Финляндию. Её отец умер, когда Ансе было 11 лет. Она училась в лицее, но не смогла его закончить из-за тяжёлого финансового положения в семье. Позднее она училась в консерватории на учителя пения и окончила её в 1933 году.
Работать по специальности Иконен не стала, а решила сделать карьеру киноактрисы. Она сыграла несколько второстепенных ролей, после чего её заметил режиссёр Валентин Ваала и пригласил исполнить главную женскую роль в фильме «Kaikki rakastavat» («Все кого-то любят», 1935). Главную мужскую роль в этом фильме исполнил Тауно Пало. В следующем году Иконен и Пало сыграли ещё в одной романтической комедии «Vaimoke». Оба фильма имели успех, и Анса Иконен стала звездой. В течение многих лет она была одной из самых известных киноактрис в Финляндии.
Иконен и Пало вместе сыграли в 12 фильмах, большинство из которых — комедии. Хотя они и не состояли в отношениях в реальной жизни, зрители запомнили их как золотую пару финского кино.
В 1944 году получила премию «Юсси» за роль в фильме «Vaivaisukon morsian». В том же году как режиссёр сняла романтическую комедию «Nainen on Valttia».
Параллельно с кинематографической карьерой Иконен также играла в Финском национальном театре. Там она проработала 44 года до выхода на пенсию в 1979 году. Она играла в классических пьесах финских и зарубежных авторов. Она сыграла в 16 пьесах Шекспира, шести пьесах Мольера и исполнила роль Норы в Кукольном доме Ибсена.
Иконен была талантливой комедийной и характерной актрисой. Сцкнаристы иногда писали роли специально для неё. Хотя у неё и не было специального актёрского образования, Иконен быстро освоила тонкости профессии. В 1949 году она получила стипендию и прошла обучение в театральной школе Олд Викс в Лондоне.
Ансы Иконен умерла 23 мая 1989 года в доме престарелых для актёров в хельсинкском районе Мунккиниеми. Похоронена на кладбище Малми рядом со своей бабушкой.

## Личная жизнь
В 1939 году Иконен вышла замуж за актёра Ялмари Ринне. У них родились две дочери Катриина Ринне и Марьятта Ринне, которые также стали актрисами. Поскольку муж был на 20 лет старше Иконен, в пьесах, где они работали вместе, она часто исполняла роль его дочери.

## Фильмография
| Кинофильмы | Кинофильмы                          | Кинофильмы                                   |
| Год        | Название фильма                     | Роль                                         |
| ---------- | ----------------------------------- | -------------------------------------------- |
| 1934       | Minä ja ministeri                   | молодая женщина в ресторане                  |
| 1934       | Meidän poikamme ilmassa — me maassa | женщина на церемонии награждения             |
| 1935       | Syntipukki                          |                                              |
| 1935       | Kaikki rakastavat                   | Сиркка Марес                                 |
| 1936       | Vaimoke                             | Кирсти Лейво                                 |
| 1937       | Ja alla oli tulinen järvi           | Арья Лумиа                                   |
| 1937       | Koskenlaskijan morsian              | Нуоттаниемен Ханна                           |
| 1937       | Kuin uni ja varjo                   | Илиталон Элиина                              |
| 1937       | Kuriton sukupolvi                   | Марья                                        |
| 1938       | Rykmentin murheenkryyni             | Элли Роутанен                                |
| 1938       | Olenko minä tullut haaremiin        | Хельви Хейнонен                              |
| 1939       | Jumalan tuomio                      | Хелена Талпиа                                |
| 1940       | SF-paraati                          | Анса Коскели                                 |
| 1940       | Serenaadi sotatorvella              | Ойли Мякипало                                |
| 1940       | Runon kuningas ja muuttolintu       | Эмили Бьёркстен                              |
| 1940       | Oi, kallis Suomenmaa                | Анникки                                      |
| 1941       | Täysosuma                           | Пиркко Киллинен, «Биргит Гилленкранц»        |
| 1941       | Kulkurin valssi                     | Хелена                                       |
| 1942       | Uuteen elämään                      | Анникки Ахо                                  |
| 1942       | Rantasuon raatajat                  | Тёйрюлян Майя                                |
| 1943       | Tyttö astuu elämään                 | Элли Архо                                    |
| 1944       | Vaivaisukon morsian                 | Анна Кристина Рингарс                        |
| 1944       | Suomisen Olli rakastuu              | Туулиа Тяхтинен                              |
| 1944       | Nainen on valttia                   | Кирсти Кальпа                                |
| 1945       | Nokea ja kultaa                     | Сиркка                                       |
| 1947       | Pikku-Matti maailmalla              | Кертту Кивинен                               |
| 1947       | Pikajuna pohjoiseen                 | Майре Кюрё                                   |
| 1948       | Laitakaupungin laulu                | Хельми Хейно                                 |
| 1949       | Jossain on railo                    | Мария Карениус                               |
| 1950       | Professori Masa                     | редактор Эстери Тервола                      |
| 1951       | Vihaan sinua — rakas                | Лена Карнала                                 |
| 1951       | Gabriel, tule takaisin              | Роза Паккала                                 |
| 1952       | Kulkurin tyttö                      | Оливия Меттер                                |
| 1953       | Tyttö kuunsillalta                  | Доктор Линда Варала, «Пепи»                  |
| 1955       | Rakas lurjus                        | Кайно Итконен                                |
| 1955       | Isän vanha ja uusi                  | Арми Пеканпя                                 |
| 1956       | Ratkaisun päivät                    | Лина Ауэр, медсестра                         |
| 1958       | Äidittömät                          | Симона Витицки / мадемуазель Кэтрин Анаконда |
| 1961       | Miljoonavaillinki                   | госпожа Рюхтиля                              |
| 1977       | Telefon                             | Мать Далчинского                             |